# Maggie Vessey

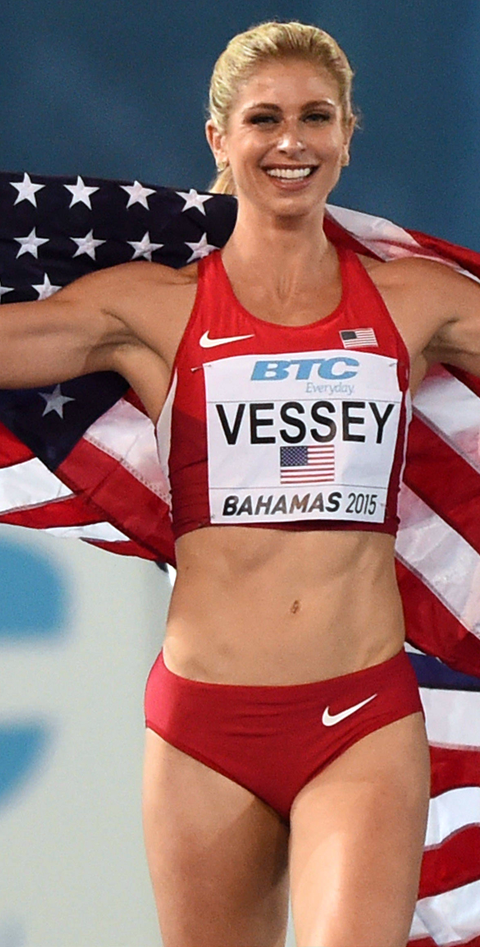
Maggie Vessey (2015)

Maggie Vessey (* 23. Dezember 1981 in Santa Cruz, Kalifornien) ist eine US-amerikanische Leichtathletin, die sich auf den 800-Meter-Lauf spezialisiert hat.
Vessey besuchte die California Polytechnic State University in San Luis Obispo und wurde 2005 Zweite bei den NCAA-Meisterschaften im 800-Meter-Lauf. Eine Verletzung in der folgenden Saison warf sie in ihrer Entwicklung zurück. Bei den US-amerikanischen Ausscheidungswettkämpfen für die Olympischen Spiele 2008 in Peking belegte sie den fünften Rang.
2009 schlug Vessey beim Prefontaine Classic in Eugene überraschend die kenianische Olympiasiegerin Pamela Jelimo. Im folgenden Monat steigerte sie ihre persönliche Bestleistung beim Herculis in Monaco auf 1:57,27 Minuten und erzielte damit eine zwischenzeitliche Weltjahresbestleistung. Bei den Weltmeisterschaften in Berlin konnte sie sich als Siebte ihres Halbfinallaufs allerdings nicht für das Finale qualifizieren. 2010 und 2011 wurde sie jeweils Zweite bei den US-amerikanischen Meisterschaften. Bei den Weltmeisterschaften 2011 in Daegu belegte sie den sechsten Platz.
Vessey ist für ihre extravaganten Outfits beim Laufen bekannt.